# Walter Wellenstein
Walter Wellenstein (* 21. Mai 1898 in Dortmund; † 17. Oktober 1970 in West-Berlin) war ein deutscher Maler und Zeichner. In den 1920er Jahren erlangte er Bekanntheit als BuchIllustrator in der Nachfolge einer Schwarzen Romantik zu literarischen Werken von Elisabeth Dauthendey, E. T. A. Hoffmann, den Gebrüdern Grimm und Hans Christian Andersen. Im Nationalsozialismus konnte er seine expressionistischen Arbeiten nicht ausstellen. Als „Beauftragter für Kunstpflege“ beim Reichsluftfahrtministerium setzte er sich u. a. für Künstler ein, die mit wirtschaftlichen Schwierigkeiten zu kämpfen hatten. Ab 1945 prägte er in seiner Funktion als Geschäftsführer des Berufsverbandes Bildender Künstler Berlins (BBK) bis 1961 den Wiederaufbau der Berliner Kulturlandschaft in den Nachkriegsjahren.

## Leben
Walter Wellensteins Vater Wilhelm (1864–1936) hatte in Berlin Maschinenbau studiert und wurde nach einer weiteren Ausbildung zum Regierungsbaumeister in Berlin ernannt. Ab 1896 war er Oberlehrer an der Königlichen Werkmeisterschule für Maschinenbauer in Dortmund. Die Mutter Olga Wellenstein geborene Hoehme (1878–1959) stammte aus Berlin, wo ihre Eltern eine Privatschule unterhielten. Nachdem der Vater zum Regierungsrat und Mitglied des Patentamtes zu Berlin ernannt worden war, übersiedelte die Familie 1901 von Dortmund nach Berlin-Zehlendorf.
Von 1905 bis 1917 besuchte Walter Wellenstein das Humanistische Gymnasium in Berlin-Zehlendorf, wo er im April 1917 das Abitur ablegte. Anschließend wurde er bis zum darauffolgenden Jahr im Ersten Weltkrieg als Fahnenjunker eingesetzt. Von 1918 bis 1924 studierte er an der Staatlichen Lehranstalt des Berliner Kunstgewerbemuseums (seit 1924 Vereinigte Staatsschulen für Freie und Angewandte Kunst) bei Emil Orlik. Zu Wellensteins Kommilitonen gehörten u. a. Erich M. Simon (1892–1978), Richard Kannenberg (geboren 1888), Joachim Rágòczy (1895–1975), Gerda Rotermund, Hannah Höch, Karl Hubbuch und Georg Grosz. 1924 wurde die Unterrichtsanstalt als eigenständige Institution aufgelöst und in die Akademische Hochschule für Bildende Künste am Steinplatz überführt, der Vorläuferinstitution der heutigen Universität der Künste Berlin (UdK).
Im selben Jahr hatte Wellenstein in Berlin eine erste Einzelausstellung in der Galerie Fritz Gurlitt, die nach seinem Tod 1893 von dessen Sohn Wolfgang weitergeführt wurde. In den 1920er Jahren war Wellenstein als Illustrator für den Verlag der Deutschen Schülerbibliothek in Berlin tätig. Er illustrierte Märchen, Erzählungen und Kinderbücher, unter anderen von Hans Christian Andersen, den Gebrüdern Grimm und Heinrich Heine. 1926 heiratete er die 1899 in Berlin geborene Modezeichnerin Ilsabe Kamieth. Die Ehe wurde 1934 geschieden. Von 1927 bis 1931 unternahm Wellenstein Reisen nach Spanien, Marokko, Norditalien, Südfrankreich und die Schweiz.

### Nationalsozialismus
In der Zeit des Nationalsozialismus war Wellenstein u. a. Mitglied der Reichskammer der bildenden Künste. Seine Teilnahme an 26 großen Ausstellungen ist sicher belegt, u. a. 1938 die Große Deutsche Kunstausstellung in München (mit dem Ölgemälde Wintertag). 1943 nahm er mit zwei Gemälden an der Ausstellung „Junge Kunst im Deutschen Reich“ teil. Die Ausstellung wurde im Auftrag des Reichsstatthalters und Reichsleiters Baldur von Schirach 1943 im Wiener Künstlerhaus durchgeführt. Sie war neben der 1933 vom Nationalsozialistischen Deutschen Studentenbund in Berlin organisierten Ausstellung „30 Deutsche Künstler“ eine der wenigen offiziellen NS-Ausstellungen, die wegen des „angeblichen Verdachts der Kunst-Entartung“ geschlossen wurde. Die Ausstellung war eine, nicht als Widerstand gegen das NS-Regime an sich, beabsichtigte Provokation. Schirach wollte einen Ausbruch aus der „Sterilität der offiziellen Ausstellungen“ versuchen, um die 1933/1934 in Deutschland heftig geführte Expressionismusdebatte wieder zu eröffnen.
Ab 1934 war Wellenstein künstlerischer Mitarbeiter der Fachzeitung Deutsche Artistenwelt. Durch Vermittlung von Hellmuth Volkmann, den er als Reichswehroffizier Mitte der 1920er Jahre im Haus seiner Schwiegereltern kennengelernt hatte, wurde Wellenstein 1934 „Beauftragter für Kunstpflege“ beim Reichsluftfahrtministerium und ab 1938 beim Reichssportführer. In dieser Funktion vermittelte er in den folgenden Jahren zahlreiche Ankäufe oder Aufträge an bildende Künstler wie Karl Rössing oder Georg Kolbe. 1941 konnte Rössing im Auftrag von Walter Wellenstein Kreta bereisen. Durch Wellensteins Vermittlung führte Georg Kolbe mehrere große männliche Aktfiguren für das Reichsluftfahrtministerium aus, die bei Kasernenbauten aufgestellt wurden.
Nach dem Ende des Zweiten Weltkrieges bestätigten eine Reihe von Künstlern, die über Wellenstein Aufträge für das Reichsluftfahrtministerium erhalten hatten, in schriftlichen Erklärungen, dass Wellenstein sich für diejenigen eingesetzt hatte, die mit ökonomischen Schwierigkeiten zu kämpfen hatten. Darunter waren Erklärungen von August Wilhelm Dressler, Heinrich Ehmsen, Heinrich Graf Luckner, Max Kaus, Oskar Nerlinger, Ernst Schumacher, Renée Sintenis und Richard Scheibe.
1936 wurde Wellenstein Mitglied im 1841 gegründeten Verein Berliner Künstler. (V.B.K.). 1937 heiratete er Ingeborg Loesch (genannt Ingrid), 1941 wurde ihr Sohn Tilman geboren. Im selben Jahr wurde Wellenstein Leiter des Graphischen Kabinetts beim Verein Berliner Künstler, dem heutigen Haus am Lützowplatz, in dessen Räumen er sein Atelier unterhielt. Unter Wellensteins Leitung wurde von Oktober bis November 1942 die Herbstausstellung „Münchener Kollektionen“ im Graphischen Kabinett beim Verein Berliner Künstler am Lützowplatz 9 in Berlin ausgerichtet.
1943 zog Wellenstein mit seiner Familie aufgrund der zunehmenden militärischen Bedrohung auf einen Bauernhof westlich von Berlin. 1944 siedelte die Familie nach Rathenow um. Währenddessen wurden Wellensteins in Berlin gelagerte Gemälde bei einem Bombenangriff zerstört. Kurz vor Kriegsende wurde er zum Volkssturm eingezogen. Nach dem Einmarsch der Roten Armee in Berlin wurde er interniert, kam aber durch die Vermittlung von Heinrich Ehmsen wieder frei und bezog mit seiner Familie eine Wohnung in der Mangerstraße in Potsdam, wo er ab 1946 für den Kulturbund zur demokratischen Erneuerung Deutschlands mitarbeitete.

### Nachkriegszeit

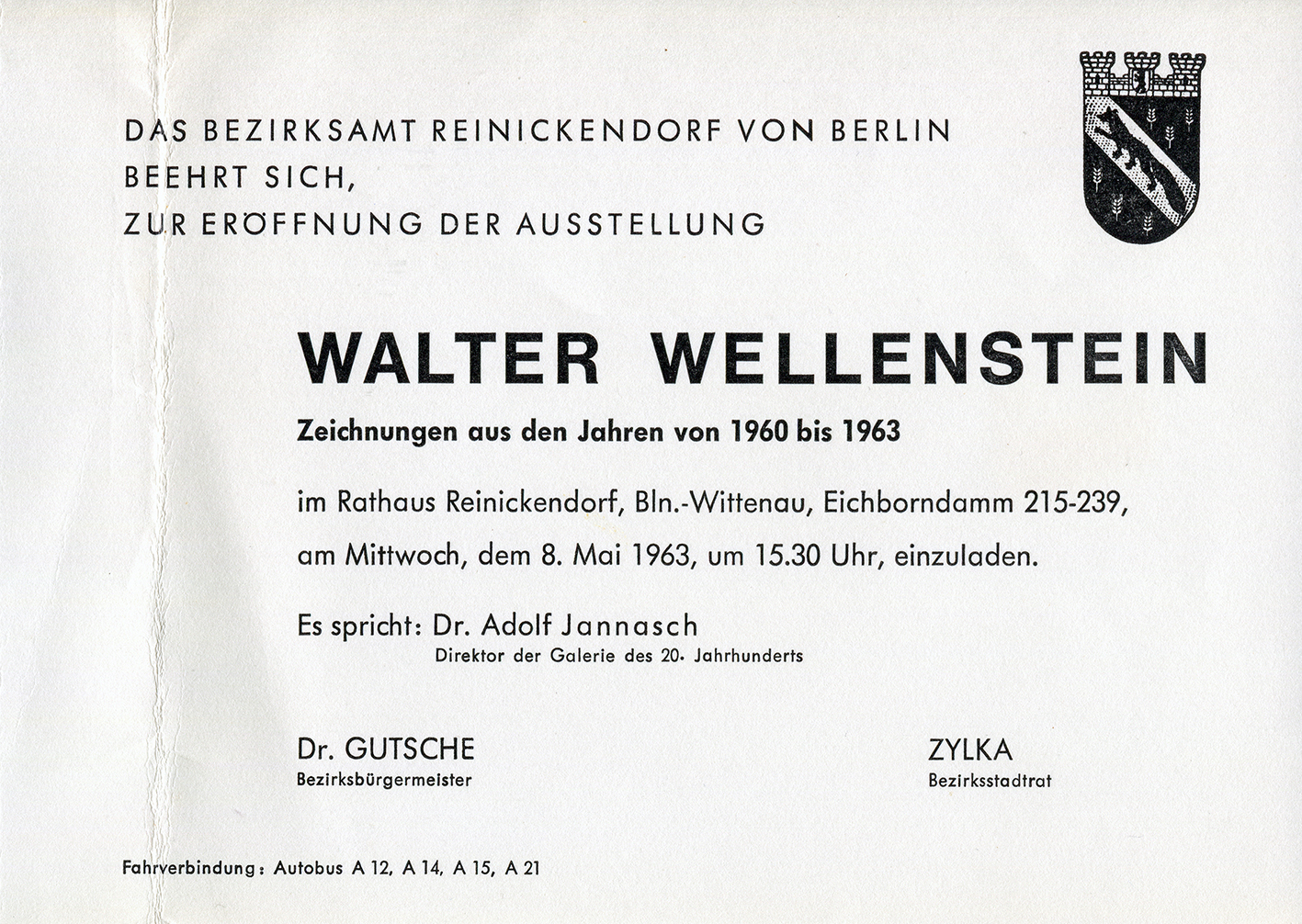
Einladungskarte von 1963

1950 übersiedelte Wellenstein von Potsdam nach Berlin-Zehlendorf. Im selben Jahr wurde er auf der Gründerversammlung zum Geschäftsführer des Berufsverbandes Bildender Künstler Berlins (BBK) gewählt, der ein Jahr später bereits über 400 Mitglieder zählte. 1951 gehörte Wellenstein zu den Mitbegründern der Berliner Künstlervereinigung „Der Ring“. Zu den Mitgliedern zählten Erhard Groß, Wilhelm Peter August Helmstedt, Arno Mohr, Arthur Fauser, Peter Steinforth, Alfred Kubin, Wolf Röhricht, Siegmund Lympasik, Ulrich Knispel, Otto Eglau, Erich Waske, Georg von Stryk (Gory), Erich Fritz Reuter, Gerhart Schreiter, Hans Szym und Lou Scheper-Berkenkamp. Wellenstein stellte mit seinen Künstlerkollegen mehrere Jahre im Haus am Waldsee in Berlin-Zehlendorf aus. 1954 war er Hauptorganisator der Bundestagung Deutscher Landesberufsverbände Bildender Künstler, zu deren Referenten neben Wellenstein Alfred Gellhorn, Will Grohmann, Adolf Jannasch und Wilhelm Weischedel gehörten. Auf der Tagung schlossen sich 20 Organisationen zum „Kulturkreis Berlin“ zusammen, in den Wellenstein als Schatzmeister in den Vorstand gewählt wurde.
Ab 1955 arbeitete Wellenstein für die von Olaf Iversen neu gegründete satirische Zeitschrift Simplicissimus. Aufgrund von zwei Zeichnungen, die dort Ende der 1950er Jahre erschienen, wurde Wellenstein wegen „Gotteslästerung“ angezeigt. 1956 war er maßgeblich am Zustandekommen der ersten Großen Berliner Kunstausstellung nach dem Krieg beteiligt, die am 25. Mai in der Festhalle am Berliner Funkturm eröffnet wurde. 1961 legte er seine Ämter im BBK nieder und widmete sich ganz seiner künstlerischen Arbeit. Bis 1969 unternahm er Reisen nach Teneriffa, in die Schweiz, nach Rom und Paris. Anlässlich seines 70. Geburtstags 1968 richtete ihm das Wilhelm-Busch-Museum in Hannover eine Einzelausstellung aus, die anschließend in Berlin und in Dortmund gezeigt wurde. Im Oktober 1970 starb Walter Wellenstein im Alter von 73 Jahren in West-Berlin.

## Werk
Für eine größere Öffentlichkeit war Walter Wellenstein, der vorwiegend eine Ausbildung mit Ausrichtung auf den angewandten Bereich erhalten hatte, vor allem als Zeichner bekannt. Mit dem Erscheinen von Elisabeth Dauthendeys Märchen von heute im Jahr 1920 begann Wellensteins Tätigkeit als Buchillustrator. 1923 veröffentlichte er zum ersten Mal Illustrationen zu Werken von E. T. A. Hoffmann. In den 1920er Jahren illustrierte er unter anderem für den Volksverband der Bücherfreunde Zeitungen, Zeitschriften, Jahrbücher, Anthologien und Kalender. In den 1950er Jahren illustrierte er die Gesamtausgabe von E. T. A. Hoffmann und arbeitete für den Simplicissimus.
Wellenstein hatte schon Jahre vor seinem Studium mit der Malerei begonnen, die ab den 1930er Jahren einen Hauptteil seines künstlerischen Schaffens einnahm. In den frühen 1930er Jahren entstanden erste „Caféhausbilder“, die Menschen in Bars, Restaurants oder Varietés zeigten und die wie Arbeiten von Ernst Ludwig Kirchner, Georg Tappert, Otto Dix, George Grosz, Jeanne Mammen, Rudolf Schlichter oder Karl Hubbuch die Hektik der Großstadt Berlins thematisierten. Parallel entstanden Gemälde über den Zirkus, die Manege, den Rummelplatz, Clowns, den Karneval, das Theater oder das Cabaret. Anfang der 1930er Jahre entstanden, in Anlehnung an die Gemälde von James Ensor, erste Maskenbilder wie Verregnetes Maskenfest (1935, Öl auf Leinwand, 62 × 57 cm, Privatsammlung Düsseldorf) in denen Menschen in Scharen auftraten, sich zu Umzügen formierten, sich als Kapuzenmänner gegenseitig jagten und in denen das Groteske zutage trat. Während einer Spanienreise hatte Wellenstein Gemälde von El Greco und Francisco de Goyas Los Caprichos, seine Los Disparates und die Desastres de la Guerra gesehen. Neben dem Spukhaften und dem Grotesken trat in Wellensteins Gemälden auch das Karikaturenhafte hervor. Seine Bilder Der Demagoge (1941, Öl auf Malpappe, 29 × 39 cm, Privatsammlung Berlin), Tarnung durch Masken (1941, Öl auf Hartfaser, 18 × 25 cm, Privatsammlung Berlin), Böses Geflüster (1942, Öl auf Malpappe, 29 × 39 cm, Sammlung Rollwagen, Börssum) oder Der Propagandist (1943, Öl auf Malpappe, 16 × 21 cm, Sammlung Wellenstein, Paris) enthielten Anspielungen auf das politische Zeitgeschehen der 1930er Jahre. Seine wichtigen Arbeiten konnte Wellenstein im Nationalsozialismus nicht ausstellen. Stattdessen verlegte er sich auf Landschaftsdarstellungen wie Flugblick über Inselland (1938, Öl auf Leinwand, 65,5 × 80 cm), Abend am Waldteich (1940, Öl auf Leinwand, 86,5 × 83,5 cm) oder Rast der Hirten (1941, Öl auf Leinwand, 70,5 × 106 cm).
Der Museumsdirektor Eberhard Roters stellte Wellensteins Arbeit in Zusammenhang mit den künstlerischen Arbeiten von Karl Hofer, Hans Grundig, Edgar Ende, Heinz Trökes, Walter Tiemann und Mac Zimmermann: „Die dreißiger und vierziger Jahre haben, das ist mit Sicherheit auf die gesellschaftlichen und politischen Verhältnisse in Deutschland während jener Jahrzehnte zurückzuführen, einen spezifisch deutschen Realismus hervorgebracht…, der auf die existenzielle Unsicherheit des einzelnen und seine Bedrohung in der damaligen Zeit reagiert, und der, wie es im Hinblick auf solche Sonderentwicklungen meist der Fall ist, bisher im blinden Fleck der Kunstgeschichtsbetrachtung geblieben ist.“
Der Maler Otto Nagel äußerste über Wellensteins Malerei zu einer Eröffnungsrede im Potsdamer Kulturbundhaus 1948: „Indem Wellenstein die Menschen maskiert, zeichnet er ihr wahres Leben“.
In den 1950er und 1960er Jahren wurde Wellensteins Malerei konturenbetonter. Er thematisierte in seinen Arbeiten die Nachkriegsjahre, malte Ruinen (Ruine und verlassener Neubau, 1961, Öl auf Hartfaserplatte, 70 × 90 cm, Privatsammlung Düsseldorf), verlassene Winkel und leere Plätze.
Ein Teil des Nachlasses von Walter Wellenstein befindet sich im Deutschen Kunstarchiv des Germanischen Nationalmuseums in Nürnberg.

## Ausstellungen (Auswahl)
Einzelausstellungen
- 1924: Walter Wellenstein, Galerie Wolfgang Gurlitt, München
- 1925: Walter Wellenstein, Walter Kohlhoff, Luciano Baldessari, Galerie Wolfgang Gurlitt, München
- 1930: Gemäldeausstellung Walter Wellenstein, Haus der Juryfreien, Berlin
- 1937: Walter Wellenstein, Carl Eugen Schwenk, Johanna Schwenk-Baldeweg, Galerie Wolfgang Gurlitt, München
- 1939: Walter Wellenstein, Württembergischer Kunstverein, Stuttgart
- 1948: Kollektionen von Carl Kayser-Eichberg, Magnus Zeller und Walter Wellenstein, Kulturbundhaus, Potsdam
- 1952: Walter Wellenstein. Zeichnungen der letzten 10 Jahre, Kunstamt Charlottenburg, Berlin
- 1956: Walter Wellenstein. Zeichnungen 1946–1956, Galerie Wolfgang Gurlitt, München
- 1958: Walter Wellenstein. Gemälde, Zeichnungen. Zum 60. Geburtstag, Haus am Lützowplatz, Berlin
- 1959: Walter Wellenstein. Zeichnungen, GEDOK-Haus, Stuttgart
- 1963: Walter Wellenstein. Zeichnungen aus den Jahren von 1960 bis 1963. Kunstamt Reinickendorf, Berlin
- 1963: Walter Wellenstein. Federzeichnungen zu Hoffmanns Werk, Rathaus Wilmersdorf, Berlin 1963
- 1965: Walter Wellenstein. Gemälde und Zeichnungen, Haus am Lützowplatz, Berlin
- 1965: Walter Wellenstein, Berlin. Gemälde und Zeichnungen, Paula-Modersohn-Becker-Haus, Bremen
- 1968: Walter Wellenstein. Kritische Grafik, Wilhelm-Busch-Museum, Hannover; Rathaus Reinickendorf, Berlin
- 1969: Walter Wellenstein. Freie Zeichnungen und Illustrationen 1945–1969, Kunstamt Zehlendorf/Stadtbücherei, Berlin
- 1973: Walter Wellenstein. Exlibris und Kleingrafik, Stadthalle Braunschweig
- 1974: Walter Wellenstein (1898–1970). 60 Zeichnungen, Galerie Wolfgang Gurlitt, München
- 1978: Walter Wellenstein. Zum 80. Geburtstag, Kunstamt Wedding, Berlin
- 1978: Walter Wellenstein. Dessins, Zeichnungen, Centre Français de Berlin, Berlin
- 1984: Walter Wellenstein. Malerei und Zeichnungen, Galerie Fasanenstraße 71, Berlin
- 1984: Karneval mit Ludwig Gies und Walter Wellenstein, KPM-Staatliche Porzellanmanufaktur, Berlin
- 1987: Walter Wellenstein (1898–1970). Ölbilder, Aquarelle und Federzeichnungen, Galerie Lippeck, Berlin
- 1996–1997: Walter Wellenstein. Maskenspuk der Nachkriegszeit, Altes Rathaus, Potsdam

Gruppenausstellungen
- 1924: Juryfreie Kunstschau 1924, Landes-Ausstellungsgebäude, Berlin (ebenfalls 1925, 1927, 1928, 1929)
- 1930: Große Berliner Kunstausstellung, Schloss Bellevue, Berlin
- 1935: Ausstellung Berliner Kunst 1935, Haus der Japanischen Botschaft, Berlin (ebenfalls 1936, 1939)
- 1937: Frühjahrs-Ausstellung, Verein Berliner Künstler, Berlin
- 1938: Große Deutsche Kunstausstellung in München[17]
- 1939: Die Entstehung des Bildwerkes, Verein Berliner Künstler, Berlin
- 1943: Junge Kunst im Deutschen Reich, Wiener Künstlerhaus, Wien
- 1946: Kollektiv-Ausstellung einzelner Potsdamer Künstler, Kulturbundhaus Potsdam, Potsdam
- 1946: Fantastische Traum-Grafik, Kunstgalerie Archivarion, Berlin
- 1950: Ausstellung Zehlendorfer Künstler. Malerei-Graphik-Plastik, Haus am Waldsee, Berlin
- 1951: Der Ring. Malerei-Graphik-Plastik, Haus am Waldsee, Berlin
- 1953: Zehlendorfer Künstler, Haus am Waldsee, Berlin
- 1954: Zehlendorfer Künstler. Malerei-Graphik-Plastik, Haus am Waldsee, Berlin
- 1955: Der Ring, Paula-Modersohn-Becker-Haus, Bremen
- 1956: Der Ring, Stadt-Museum, Ludwigshafen
- 1959: Berliner Maler und Bildhauer, Erholungshaus der Farbenwerke Bayer, Leverkusen
- 1960: Landschaften und Stilleben, Rathaus Wilmersdorf, Berlin
- 1962: Ausstellung Berliner Künstler, Haus der Siemens-Elektrowerke, München
- 1963: Große Kunstausstellung München 1963, Haus der Kunst, München (ebenfalls 1964, 1965, 1966, 1967, 1968)
- 1966: Berlin im Bild seiner Maler. Ölbilder-Pastelle-Aquarelle, Rathaus Charlottenburg, Berlin
- 1973: Künstler sehen Künstler, Galerie Pels-Leusden, Berlin
- 1975: Der Tanz in der Kunst der letzten 100 Jahre, Galerie Pels-Leusden, Berlin
- 1976: Grafiker der horen, Hannoverscher Künstlerverein, Kubus an der Aegidienkirche, Hannover
- 1978: Berliner Leben, Kunstamt Wedding, Berlin
- 1981: Der Künstler und der Tod, Galerie Pels-Leusden, Berlin
- 1981: E. T. A. Hoffmann. Illustrierte Bücher 1840–1980, Hochschule der Künste, Berlin
- 1985: Von Schwind bis Hockney. Künstler zu Märchen der Brüder Grimm, Haus am Lützowplatz, Berlin
- 1985: Licht des Südens. Bilder deutscher Maler, Galerie Pels-Leusden, Berlin
- 1987: Kollektiv-Ausstellung, Galerie Lippeck, Berlin
- 2021: Mit Pinsel und Farbe gegen die Zeit., Museum Kunst der Verlorenen Generation, Salzburg

## Arbeiten in öffentlichen Sammlungen
- Berlinische Galerie, Berlin
- Neuer Berliner Kunstverein, Berlin[18]
- Potsdam Museum, Potsdam[19]
- Galerie Wolfgang Gurlitt, München

## Publikationen (Auswahl)
Illustrationen
- Elisabeth Dauthendey: Märchen von heute. Mit 16 Illustrationen von Walter Wellenstein. Lebensbücher der Jugend. Bd. 41. Westermann, Braunschweig 1920.
- Albert Sergel: Unterm Holderbusch. Neue Kindergedichte. Mit Zeichnungen von Walter Wellenstein. Chryselius, Berlin 1923.
- Ignaz Denner: E. T. A. Hoffmann. Mit 12 handkolorierten Lithographien von Walter Wellenstein. Chryselius, Berlin 1923.
- Hans Christian Andersen: Die Hirtin und der Schornsteinfeger und andere Märchen. Vorzugsausgabe mit 1 originalen Radierung von Walter Wellenstein. F. Heyder, Berlin-Zehlendorf 1924.
- Heinrich Heine: Traumbilder. Mit 17 Radierungen von Walter Wellenstein. F. Heyder, Berlin-Zehlendorf 1924.
- Jacob und Wilhelm Grimm: Brüderchen und Schwesterchen und andere Märchen. Vorzugsausgabe mit 1 Originalen Radierung von Walter Wellenstein. F. Heyder, Berlin-Zehlendorf 1924.
- Das Buch Tobias. Mit zwölf Radierungen von Walter Wellenstein. Mit einem Nachwort von Karl Ruhkopf. Volksverband der Bücherfreunde/Wegweiser-Verlag, Berlin 1925.
- Hans Körnchen (Hrsg.): Jacob und Wilhelm Grimm. Kinder und Hausmärchen. Mit Illustrationen von Walter Wellenstein. Wegweiser-Verlag, Berlin 1925.
- Wilhelm Spohr (Hrsg.): Deutsche Brüder im Ausland. Umschlag und Illustrationen von Walter Wellenstein. Verlag der Deutschen Schülerbibliothek, Berlin 1927.
- Wilhelm Hauff: Die Karawane. Mit Zeichnungen von Walter Wellenstein. F. Heyder, Berlin-Zehlendorf 1927.
- Walter Wellenstein, Werner Lindner: Heimat und Natur. Deutscher Bund Heimatschutz und Staatliche Stellen für Naturdenkmalpflege in Preußen, Verlag der Deutschen Schülerbibliothek, Berlin 1928.
- Julius Zeitler (Hrsg.): Liebesgeschichten. Klassische deutsche Erzähler. Mit 91 Federzeichnungen von Walter Wellenstein. Deutsche Buch-Gemeinschaft, Berlin 1945.
- Bruno H. Bürgel: Die seltsamen Geschichten des Doktor Ulebuhle. Ein Buch für Junge und Alte, die jung blieben. Mit 29 Zeichnungen von Walter Wellenstein. Verlag des Druckhauses Tempelhof, Berlin 1949 (Neuauflage 1953 im Deutschen Verlag, Berlin).
- Klaus Kanzog (Hrsg.): E. T. A. Hoffmann. Poetische Werke. Mit Federzeichnungen von Walter Wellenstein. 12 Bände. Walter de Gruyter, Berlin 1957–1962, ISBN 978-3-11-005651-8 (Neuauflage 1993, ISBN 978-3-11-013877-1).
- Adolf Heilborn: Die Reise nach Berlin. Mit Zeichnungen von Walter Wellenstein. Rembrandt-Verlag, Berlin 1966.
- Georg Hermann: Spaziergang in Potsdam. Mit Zeichnungen von Walter Wellenstein. Rembrandt-Verlag, Berlin 1966.

Mappenwerke
- Reise-Führer durch Prialbsta. Zur Erinnerung an das Fest im glückhaften Hafen der Kunst. 8 Originallithographien. Staatliches Kunstgewerbemuseum, Berlin 1921.
- Phantasien über wunderliche Geschichte des Herrn E. T. A. Hoffmann. 12 Originale Lithographien von Walter Wellenstein. Mit einem Text von Stephan Helm. F. Heyder, Berlin-Zehlendorf 1923.

Herausgeberschaft
- Walter Wellenstein (Leitung): Herbstausstellung „Münchener Kollektionen“. 27. Oktober 1942 bis 24. November 1942, Graphisches Kabinett beim Verein Berliner Künstler, Lützowplatz 9, Schreyer Druck, Berlin 1942.

Verschiedenes
- Die bildenden Künstler und das neue Urheberrecht. In: Musik und Dichtung. Organ für die Rechte der Urheber in aller Welt, Zeitschrift für das geistige Eigentum. Heft 4, März 1955, S. 7.
- Sommertage an der portugiesischen Küste. Zeichnungen und Text von Walter Wellenstein. In: Westermanns Monatshefte. 72. Jahrgang, April 1928, S. 181–188.